# Első lyoni zsinat
Az első lyoni zsinat az 1245-ben IV. Ince pápa által összehívott tizenharmadik egyetemes zsinat. Fő témái között szerepelt II. Frigyes német-római császár kiátkozása, a klérus magaviselete és a keresztes háborúk alakulása.

## Történeti előzmény
Európa számára keletről kedvezőtlen hírek érkeztek. 1244-ben a muszlimok visszafoglalták Jeruzsálemet, valamint 1241–1242 folyamán lezajlott a tatárjárás Magyarországon. A Konstantinápolyban berendezkedett Latin Császárság szorongatott helyzetbe került. Több pap nem tudott részt venni az ülésen a tatárjárás miatt, illetve II. Frigyes német-római császár fenyegetésétől való megrettenés okán (különösen a szicíliaiak és a németek). A zsinaton ugyanakkor részt vett a konstantinápolyi latin császár, II. Balduin, II. Frigyes ügyvédje.

## A zsinat
A zsinatot ének vezette be, felhangzott a Veni Creator, a Spiritus, majd IV. Ince pápa megnyitotta a zsinatot. Ekkor sorolta fel az egyház öt sebét, melyet a történelem eseményei okoztak. Ezeket összehasonlította saját bánatával.
Az egyház öt sebe:
1. A felső- és alsó klérus bűnei;
2. Jeruzsálem elfoglalása a szaracénok által;
3. A konstantinápolyi latin császárságot fenyegető veszély;
4. Az Európába betört mongolok;
5. Az egyháznak II. Frigyes német-római császár általi üldözése.

A zsinaton 22 kánon került rögzítésre, többségük egyházjogi vonatkozású volt. Eldöntötték, hogy megindítják az ötödik keresztes hadjáratot a Szentföld visszahódítására. A pápa magára vállalta a tatárok elleni hadjárat költségeit. A javadalmasoknak évi bevételük egyharmadát kellett befizetniük a konstantinápolyi császárság megsegítésére, és a papság jövedelmének egyhuszad részét kellett az ötödik keresztes hadjárat költségeire fordítani. A tatárjárás után, 1245-ben a lyoni zsinat felszólította az európai uralkodókat, hogy országaik és a hívők védelméül várakat és fallal körülvett városokat építsenek. II. Frigyes német-római császárt pedig kiközösítették.